# Virbia luteilinea
Virbia luteilinea là một loài bướm đêm thuộc phân họ Arctiinae, họ Erebidae.